# Gemfibrozil
Gemfibrozilul este un medicament hipolipemiant din clasa fibraților, fiind utilizat în tratamentul anumitor tipuri de dislipidemii. Calea de administrare disponibilă este cea orală.
Molecula a fost patentată în 1968 și a fost aprobată pentru uz medical în anul 1982. Este disponibil sub formă de medicament generic.

## Utilizări medicale
Gemfibrozilul este utilizat în tratamentul unor dislipidemii, precum:
- hipertrigliceridemie severă
- Hiperlipidemie combinată

## Reacții adverse
Principalele reacții adverse asociate tratamentul cu gemfibrozil sunt: oboseala, durerea abdominală și cefaleea. Reacțiile severe care pot apărea sunt rabdomioliza și problemele hepatice.